# 古惑狼
《古惑狼》是一款由顽皮狗公司制作、索尼電腦娛樂发行的平台类游戏。游戏最初于1996年9月9日在PlayStation上发行。 本游戏为古惑狼系列首作。
玩家控制着古惑狼，需要穿行3个岛屿并击败Neo Cortex博士以及救出女朋友Tawna。
游戏收到普遍正面评价。包含有本作的重制版《古惑狼疯狂三部曲》于2017年6月在PlayStation 4優先發行、於2018年6月在任天堂Switch及Xbox one正式多平台發售。

## 情节
可供选择的角色是古惑狼。他是一个被进化射线突变的袋狸。主要的反派是尼奥·科尔特斯博士。他是一个疯狂科学家。由于他的古怪理论而被科学界嘲笑。
游戏设定在Wumpa群岛。这是一个由科尔特斯博士拥有的三个虚拟岛屿。

## 構思與制作
1994年1月4日，MCA公司（維旺迪環球和現今NBC環球法定前身）時任執行副總裁Skip Paul成立了環球互動工作室，這是環球影業旗下電子遊戲和互動軟體開發與發行的部門，以響應電影公司開設類似部門的趨勢。在同年的冬季消費電子展上，頑皮狗創辦人安迪·蓋文（Andy Gavin）和傑森·魯賓（Jason Rubin）展示了他們最新的遊戲《戰士之道》以尋找發行商，巧合的是他們的展示位，是位於環球互動工作室展位附近，马克·塞尔尼（產品開發副總裁）和Rob Biniaz是該公司的代表，然而該公司與3DO公司和晶體動力之間爆發了一場競標戰。最終環球互動工作室贏得了遊戲的發行權，為顽皮狗提供了一席之地，隨後顽皮狗便與環球互動工作室签下了三款新游戏的開發合約。
1994年8月，顽皮狗接受了環球互動工作室的出版協定后，安迪·蓋文和傑森·魯賓从波士顿搬至加利福尼亚洛杉矶。在临行前，Gavin和Rubin雇佣了Dave Baggett。这是他们第一个雇员。在1995年1月之前，Baggett并没有作为全职员工工作。在行程中，Gavin和Rubin紧张地学习了街机游戏。他们并且注意到竞速、格斗和射击类游戏开始向全3D渲染过渡。在感受到机遇之时，他们开始转向喜欢的动作平台类游戏。
游戏的前两个测试关卡并没有在最终版本中出现，因为它太开放，而且有太多的多边形。在1995年的夏天，研究小组着重于创造出功能性和趣味性的关卡，并且用科尔特斯工厂的关卡来测试这个目标。

## 评价
游戏收到多数正面评价。评论者赞扬了游戏的图像以及独一无二的视觉类型。Gaming Target的John Scalzo描述场景是“具有色彩和细节的”。他而且提到他最喜欢的是雪桥和寺庙的关卡。然而他指出，与其他角色相比，头目的角色显得过于多边形化，这个是由于其较大的尺寸。不过他补充到，由于游戏的时间以及游戏的图像接近完美，这个瑕疵可以谅解。
玩法收到混合评价。John Scalzo和Game Revolution的评论者都将游戏的玩法与《超级大金刚》进行比较。Scalzo描述游戏具有“熟悉但却独一无二”的质量。他将此归功于顽皮狗的设计。
至2003年11月，《古惑狼》在全球共售出680万份。成为最畅销的PlayStation游戏之一。游戏的成功使其成为索尼的Greatest Hits。《古惑狼》因其售出超过50万份，成为第一款在日本地区获得“金奖”的非日本游戏。游戏占据NPD TRSTS的20大畅销PlayStation游戏将近2年时间。最终于1998年9月跌出。

## 其餘作品登場
該款遊戲之後在同屬顽皮狗製作的《秘境探險系列》第4作秘境探險4：盜賊末路的劇情片段短暫登場。